# Efecte Westermarck
L'efecte Westermarck fa referència al que seria un mecanisme natural per tal d'evitar l'incest. Rep el nom per Edward Westermarck (1862-1939), al qual es va referir en diverses de les seves obres i, en particular, a Història del matrimoni.
Segons Westermarck, fins a l'edat de 30 mesos, l'infant desenvolupa un sistema instintiu de rebuig dels sentiments amorosos i de les pulsions sexuals amb qui viu. Westermarck s'oposa a la concepció que desenvolupa Freud amb el tabú de l'incest. Segons això, l'home no evitaria l'incest fruit d'una condemna moral o social, sinó per un moviment biològic innat. L'infant, instintivament, no se sentiria atret per la seva família, perquè en darrer terme la naturalesa l'incita a diversificar el seu patrimoni genètic per evitar les tares genètiques degudes a la consanguinitat.
Diversos estudis independents en l'humà i en els altres primats semblarien confirmar aquesta hipòtesi.
Als quibuts, on els nens són criats des del naixement en grups de sis a vuit individus, s'ha demostrat que els nens que creixen junts, sense interrupció durant els sis primers anys de vida, no es casaven mai tot i que ningú no ho regulava ni ho prohibia, però sí que ho feien sovint amb membres d'altres grups. A més, no es va observar cap relació sexual entra adults o adolescents criats conjuntament.
A Taiwan, un extens estudi sobre el matrimoni shim-pua (matrimoni entre un fill i una filla adoptada en edat primerenca amb l'objectiu de casar-los, i qui s'han criat junts) demostraria que són molt reticents a casar-se con arriba el moment. Les esposes shim-pua tenen una taxa de fecunditat 40% inferior a la normal i un risc de divorci tres vegades superior.
De forma relacionada, fruit d'un estudi es va trobar que el judici moral que estudiants universitaris americans feien de l'incest entre germans era directament proporcional a la durada de coresidència durant la infantesa amb un germà de sexe oposat (una germana o un germà), també si eren adoptats.
Fins i tot els casos d'incest i el desig d'incest són molt més probables entre familiars separats en edats molt inicials i, en cas d'associació precoç, l'incest és molt rarament desitjat mútuament. Això és, és perpetrat per força per un pare o germà, sovint el mateix agressor havent estat prèviament víctima d'abús.
En els primats no-humans, tots els estudis semblen indicar que l'incest no s'evita sistemàticament amb certs parents del costat matrilineal. Això podria explicar-se perquè no es reconeixeria una associació mútua excepte amb la mare, ja que el pare sovint seria desconegut. Aquesta situació preval en les espècies multimascles-multifemelles, on el pare és sempre desconegut. El grau d'evitació de l'incest seria proporcional al grau de parentesc. Quan cohabiten al mateix grup, les mares, fills, germans i germanes, àvies i nets no copulen mai o molt rarament. En certes espècies, com ara la mona de Gibraltar, pot estendre's a les parelles oncles-nebodes i tites-nebots. Per tots els altres emparentats, no sembla haver-hi cap inhibició de la copulació. Quan els relacionats a nivell patern manifesten una forma d'evitació de l'incest, es tracta sistemàticament d'individus de la mateixa cohort i, podria pensar-se que hi han implicades regles socials.
Totes aquestes conclusions experimentals convergirien cap a l'existència d'un efecte Westermarck en els primats, tal com postula per Robin Fox (1962).

## Crítica
Alguns sociòlegs i antropòlegs han criticat la validesa de la recerca mostrada fins ara en suport a l'efecte Westermarck i l'afirmació que serveix com una demostració definitiva per a la viabilitat de la teoria de la selecció natural per explicar el comportament humà. Per exemple, un estudi realitzat el 2009 per Eren Shor i Dalit Simchai va demostrar que, tot i que la majoria dels companys que van créixer de forma propera en els quibuts israelians no es casaven entre si, sí que van presentar atracció sexual entre ells. Els autors van conclouen que el cas dels quibuts oferia poc suport a l'efecte Westermarck i que la proximitat en la infantesa no produiria per si mateix l'efecte d'evitar les relacions sexuals sense l'existència de pressions i les normes socials.
Jesse Bering cita diversos estudis que semblen contradir la vista estàndard de l'efecte Westermarck com un procés d'aprenentatge innat, defensant que seria un fenomen cultural. De fet, al contrari, semblaria que hi hauria preferències sexuals cap a les cares que s'assemblen als progenitors o a la pròpia. Això donaria suport a les teories freudianes del complex d'Èdip i d'Electra.